# Liste der Stolpersteine in Saarburg
Die Liste der Stolpersteine in Saarburg enthält alle 32 Stolpersteine, welche von Gunter Demnig in Saarburg am 30. August 2013 verlegt wurden. Sie sollen an die Opfer des Nationalsozialismus erinnern, die in Saarburg ihren letzten bekannten Wohnsitz hatten, bevor sie deportiert, ermordet, vertrieben oder in den Suizid getrieben wurden.
Hinweis: Die Liste ist sortierbar. Durch Anklicken eines Spaltenkopfes wird die Liste nach dieser Spalte sortiert, zweimaliges Anklicken kehrt die Sortierung um. Durch das Anklicken zweier Spalten hintereinander lässt sich jede gewünschte Kombination erzielen.
Anklicken des Bildes vergrößert das Bild.

## Liste der Stolpersteine
| Adresse                               | NS-Opfer                                   | Inschrift | Bild | Kollektion | Lage |
| ------------------------------------- | ------------------------------------------ | --- | ---- | ---------- | ---- |
| Graf-Siegfried-Straße 20 · Saarburg · | Inge Königsfeld Jg. 1925                   | Deportiert 1941 Lodz/Litzmannstadt Ermordet 14.1.1944                                                                 |      |            |      |
| Graf-Siegfried-Straße 20 · Saarburg · | Jenny Königsfeld Jg. 1893                  | Deportiert 1941 Lodz/Litzmannstadt Ermordet 17.11.1942                                                                |      |            |      |
| Graf-Siegfried-Straße 28 · Saarburg · | Alice Wolf Jg. 1891                        | Deportiert 1943 Auschwitz Ermordet 3.3.1943                                                                           |      |            |      |
| Graf-Siegfried-Straße 28 · Saarburg · | Julius Wolf Jg. 1894                       | Deportiert 1943 Auschwitz Ermordet 3.3.1943                                                                           |      |            |      |
| Graf-Siegfried-Straße 28 · Saarburg · | Selma Wolf Jg. 1892                        | Deportiert 1943 Auschwitz Ermordet 3.3.1943                                                                           |      |            |      |
| Graf-Siegfried-Straße 39 · Saarburg · | Alfred Kahn Jg. 1895                       | Flucht 1936 Frankreich Versteckt/Überlebt                                                                             |      |            |      |
| Graf-Siegfried-Straße 39 · Saarburg · | Heinrich Kahn Jg. 1896                     | Deportiert 1942 Theresienstadt Ermordet 1945 Auschwitz                                                                |      |            |      |
| Graf-Siegfried-Straße 39 · Saarburg · | Hilde Schmelzer geb. Kahn Jg. 1923         | Flucht 1936 Frankreich Versteckt/Überlebt                                                                             |      |            |      |
| Graf-Siegfried-Straße 39 · Saarburg · | Margot Schmelzer geb. Kahn Jg. 1928        | Flucht 1936 Frankreich Versteckt/Überlebt                                                                             |      |            |      |
| Graf-Siegfried-Straße 39 · Saarburg · | Meta Kahn geb. Cahn Jg. 1928               | Flucht 1936 Frankreich Versteckt/Überlebt                                                                             |      |            |      |
| Hauptstraße 25 · Saarburg ·           | Ernst David Meyer Jg. 1911                 | Flucht 1934 Frankreich Verhaftet 1942 Interniert Angers Auschwitz Ermordet 25.7.1942                                  |      |            |      |
| Hauptstraße 25 · Saarburg ·           | Gertrude Meyer geb. Landau Jg. 1914        | Verhaftet 1942 Interniert Angers Deportiert 1942 Auschwitz Ermordet 25.7.1942                                         |      |            |      |
| Hauptstraße 25 · Saarburg ·           | Hedwig Meyer geb. Kaufmann Jg. 1892        | Verhaftet 1934 9 Monate Haft Flucht 1935 Belgien Frankreich Überlebt                                                  |      |            |      |
| Hauptstraße 25 · Saarburg ·           | Johanna Schoemann geb. Meyer Jg. 1913      | Flucht 1934 Frankreich Interniert Gurs 1943 Entlassen Hausarrest bis Kriegsende Vichy-Regime                          |      |            |      |
| Hauptstraße 25 · Saarburg ·           | Nathan Meyer Jg. 1884                      | Verhaftet 1934 Flucht 1936 Belgien Frankreich Überlebt                                                                |      |            |      |
| Hauptstraße 25 · Saarburg ·           | Siegfried Meyer Jg. 1915                   | Flucht 1934 Belgien/Frankreich Interniert Drancy Deportiert 1942 Auschwitz Ermordet 2.4.1945 KZ Halberstadt-Zwieberge |      |            |      |
| Klosterstraße 8 · Saarburg ·          | Adolf Wolf Jg. 1897                        | Deportiert 1942 Sobibor Ermordet 30.6.1942 Majdanek                                                                   |      |            |      |
| Klosterstraße 8 · Saarburg ·          | Alice Wolf geb Kahn Jg. 1907               | Deportiert 1943 Auschwitz Ermordet 3.3.1943                                                                           |      |            |      |
| Klosterstraße 8 · Saarburg ·          | Hedwig Wolf geb Jacob Jg. 1896             | Deportiert 1943 Auschwitz Ermordet 3.3.1943                                                                           |      |            |      |
| Klosterstraße 8 · Saarburg ·          | Hugo Wolf Jg. 1899                         | Deportiert 1943 Auschwitz Ermordet 3.3.1943                                                                           |      |            |      |
| Klosterstraße 8 · Saarburg ·          | Leo Marcel Wolf Jg. 1903                   | Deportiert 1943 Auschwitz Ermordet 29.9.1942 Treblinka                                                                |      |            |      |
| Klosterstraße 8 · Saarburg ·          | Nathan Wolf Jg. 1865                       | Deportiert 1942 Theresienstadt Ermordet 3.3.1943                                                                      |      |            |      |
| Klosterstraße 8 · Saarburg ·          | Paula Wolf geb. Schild Jg. 1894            | Deportiert 1942 Sobibor Ermordet 3.6.1942                                                                             |      |            |      |
| Klosterstraße 8 · Saarburg ·          | Sara Wolf geb. Hayum Jg. 1867              | Deportiert 1942 Theresienstadt Ermordet 29.9.1942 Treblinka                                                           |      |            |      |
| Klosterstraße 8 · Saarburg ·          | Silve Kurt Wolf Jg. 1929                   | Deportiert 1942 Sobibor Ermordet 3.6.1942                                                                             |      |            |      |
| Klosterstraße 8 · Saarburg ·          | Silwe Wolf Jg. 1929                        | Deportiert 1942 Auschwitz Ermordet 3.3.1943                                                                           |      |            |      |
| Klosterstraße 14 · Saarburg ·         | Eduard Levy Jg. 1878                       | Unfreiwillig verzogen 1939 Trier Tot 17.3.1941                                                                        |      |            |      |
| Klosterstraße 14 · Saarburg ·         | Johanna Levy geb. Ermann Jg. 1880          | Deportiert 1941 Lodz/Litzmannstadt Ermordet 23.4.1942                                                                 |      |            |      |
| Klosterstraße 14 · Saarburg ·         | Paul Levy Jg. 1911                         | Flucht 1938 USA Überlebt                                                                                              |      |            |      |
| Klosterstraße 15 · Saarburg ·         | Adolf Joseph Jg. 1876                      | Deportiert 1941 Lodz/Litzmannstadt Ermordet 1942 Chelmno/Kulmhof                                                      |      |            |      |
| Klosterstraße 15 · Saarburg ·         | Elsa Rosina Joseph Jg. 1912                | Deportiert 1941 Lodz/Litzmannstadt Ermordet 1942 Chelmno/Kulmhof                                                      |      |            |      |
| Klosterstraße 15 · Saarburg ·         | Sophie 'Selma' Joseph geb. Ermann Jg. 1875 | Deportiert 1941 Lodz/Litzmannstadt Ermordet 1942 Chelmno/Kulmhof                                                      |      |            |      |